# Liste der schwedischen Armeeeinheiten im Großen Nordischen Krieg
Die Liste der schwedischen Armeeeinheiten im Großen Nordischen Krieg enthält alle Regimenter und eigenständigen Bataillone der schwedischen Armee im Zeitraum von 1700 bis 1721.
Die Liste gliedert sich in die beiden Truppengattungen der Infanterie und Kavallerie. Die Artillerie ist als solche nicht erfasst. Die schwedische Artillerie war im Gegensatz zur Infanterie und Kavallerie durchweg geworben. Sie war zu einem Regiment zusammengeschlossen, dessen einzelne Kompanien auf die Festungen verteilt waren. Eine Feldartilleriestruktur war in Stockholm und Jönköping vorhanden.
Die schwedische Armee bestand bei Inthronisierung Karls XII. 1697 aus 65.000 Mann. Während der ersten Kriegsjahre kam es zu mehreren Heeresvergrößerungen, bis der Höhepunkt im Jahr 1707 mit 115.000 Mann erreicht wurde. Von da an schrumpfte die Armee kontinuierlich aufgrund der sehr hohen Kriegsverluste. 1716 bestand die Armee aus nur noch 40.000 Mann und erholte sich bis 1718 auf 60.000 Mann. Bei Kriegsende 1721 waren noch 45.000 Mann in der schwedischen Armee vorhanden.

## Übersicht

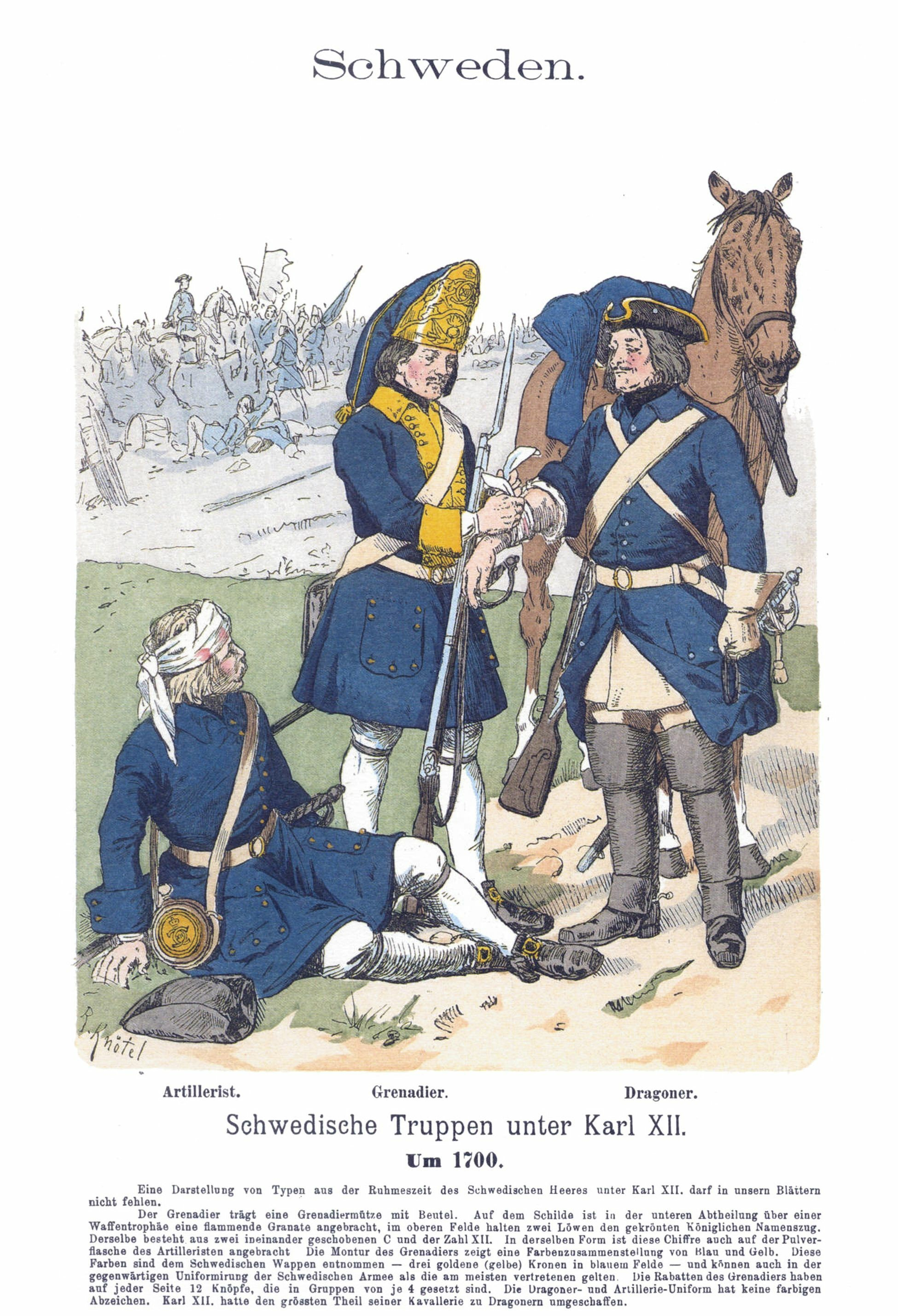
Soldaten der schwedischen Armee im Großen Nordischen Krieg

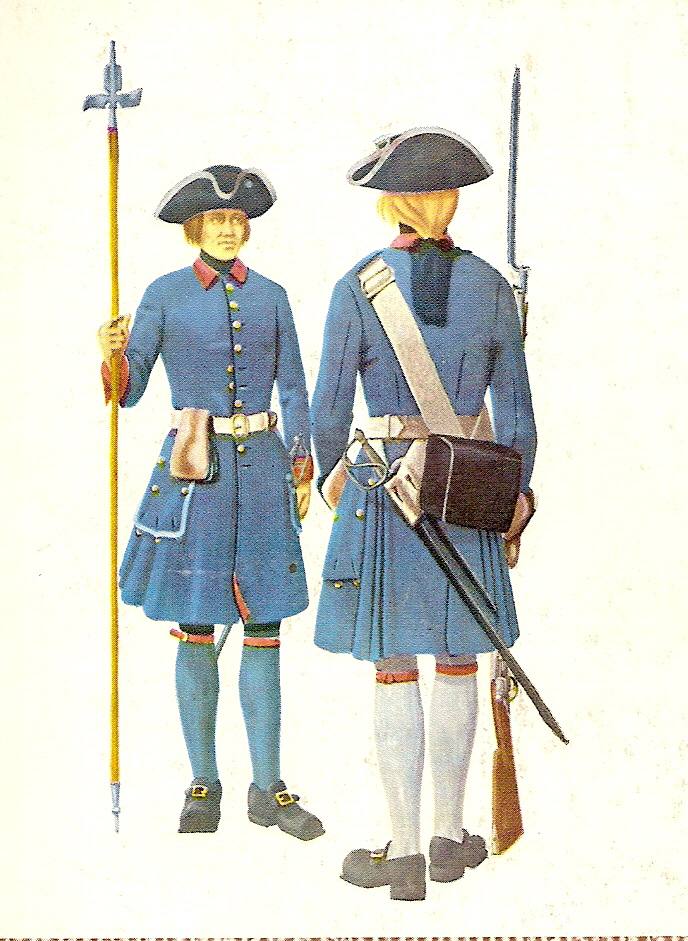
Infanteriesoldaten vom Österbottenregiment, 1705

Die schwedische Armee zur Zeit des Großen Nordischen Krieges setzte sich aus zwei verschiedenen Gruppen zusammen. Es gab wie überall in der damaligen Zeit geworbene Regimenter. Den Kern des Heeres bildeten aber die eingeteilten Regimenter. Durch das Einteilungswerk unterschied sich Schwedens Armee stark von den Staaten des übrigen Europa. Das Einteilungssystem ermöglichte eine nationale schwedische Armee, die von der Werbung und der häufigen Unzuverlässigkeit geworbener Regimenter ausgenommen war. Das Einteilungswerk sah vor, dass einzelne Provinzen eine Anzahl von Bauerngütern zusammenfasste und diese Gemeinschaften einen Infanteristen stellen mussten. Die einzelnen auf diese Weise geworbenen Landsknechte erhielten zur Eigenversorgung eine Kate mit Gartenland zur Eigenversorgung. Bewaffnung und Löhnung im Falle der Einberufung bezahlte die Krone. Die Einsatzfähigkeit der Regimenter wurde regelmäßig geprüft und Befehlshaber für die einzelnen Kompanien im Frieden vorgehalten.
Jede Landschaft und bei größeren Landschaften jedes Län stellte ein Regiment, das ihren Namen trug. Ebenso erhielten die Kompanien den Namen ihres Distrikts. Im Ganzen wurden auf diese Weise 14 schwedische und sieben finnische eingeteilte Regimenter unterhalten. Die normale Regimentsstärke betrug 1200 Mann, die in Friedenszeiten in acht Kompanien eingeteilt waren. Nur die drei småländischen Regimenter hatten 1100 Mann zu acht Kompanien und das Regiment Nerike-Wermland 1674 Mann zu zehn Kompanien. Auch die finnischen Regimenter wichen etwas von der Regel ab.
Eingeteilte Regimenter unterhielt Schweden nur in den alten schwedischen und finnischen Gebieten. In Schonen, den Ostseeprovinzen und in Schwedens deutschen Besitzungen standen geworbene Regimenter. Zu ihrer Unterhaltung mussten die betreffenden Provinzen aufkommen. Die geworbenen Regimenter setzten sich aus verschiedenen Nationalitäten zusammen. Trotzdem überwog bei den Regimentern, die eine feste Garnison hatten, die lokale Mannschaft die der auswärtigen Söldner. Diese geworbenen Regimenter waren im Gegensatz zu den im Frieden in ihre heimatlichen Dörfer entlassenen Mannschaften der eingeteilten Regimenter ständig unter Waffen und bildeten die Besatzung der Festungen, mit denen Schweden seine Herrschaft in den Randstaaten der Ostsee sicherte. Während die eingeteilten Regimenter nur für schwedische Kriege verwandt wurden, sind geworbene Regimenter entsprechend dem Zeitgeist auch für fremde Kriege, zum Beispiel an die gegen Frankreich kämpfenden Niederlande, vermietet worden.
Eine besondere Stellung unter den geworbenen Regimentern nahm die Garde ein, die nur aus Schweden bestand und ihre Garnison in Stockholm hatte. In den erst kürzlich erworbenen, zeitweise dänischen Gebieten standen zur Besetzung von Malmö, Landskrona und Göteborg sowie kleinerer Plätze drei geworbene Regimenter: das schwedische Livregiment, das deutsche Leibregiment und das Garnisonregiment Malmö. Schwedisch-Pommern hatte 1700 drei Regimenter in Stettin und Stralsund (darunter das Leibregiment der Königin-Witwe), Wismar zwei und Bremen-Verden anderthalb Regimenter. Von diesen war ein Teil vorübergehend an Holstein-Gottorp zur Besatzung und zum Ausbau der Festung Tönning überlassen. In den Ostseeprovinzen standen zunächst vier geworbene Regimenter in Narva, Dorpat, Pernau und Riga.
Beim Wechsel der Regimentschefs wechselten auch die Regimenter ihre Namen. Als zweite Bezeichnung führten jedoch viele außerdem noch den Namen ihrer Garnison, zum Beispiel Wismarsches Gouverneurregiment. Die eingeteilten Regimenter waren nach ihren Aushebungsbezirken bezeichnet.
Zwar gab es in der schwedischen Armee wie auch in anderen Staaten um die Wende des 16. zum 17. Jahrhundert vereinzelt Milizregimenter oder Landwehrbataillone. Die Kampfkraft dieser Truppen war jedoch gering. Im Gegensatz hierzu gehörten die eingeteilten Regimenter Schwedens zu den besten und zuverlässigsten Truppen der schwedischen Armee, mit ganz geringen Desertionsraten.
Schon im ersten Kriegsjahr kam es zur Aufstellung weiterer Regimenter. Je drei Stellungsbezirke wurden zusammengelegt und ihre Bauerngemeinschaften stellten fortan gemeinsam einen weiteren Mann. Die so ausgeschriebenen Truppen erhielten den Namen Tremänningar (Drei-Männer-Regimenter). 1702 wurden dann noch Fyrmänningar (Vier-Männer-Regimenter) und Femmänningar (Fünf-Männer-Regimenter) auf die gleiche Weise aufgeboten, indem in den Gebieten, in denen die eingeteilten Regimenter zu Hause geblieben waren, von je vier und in den übrigen von je fünf Stellungsbezirken ein weiterer Mann gestellt werden musste. Diese Regimenter fanden jedoch im Wesentlichen in Schweden Verwendung.

## Infanterie
Die schwedische Infanterie bestand im Krieg aus 108 Regimentern. Zusammen ergab sich eine gelistete Sollstärke von 90.440 Mann, die aber nie als Ganzes zu einem Zeitpunkt vorhanden war. Von diesen Sollstärken ausgehend, machten die Einteilungsregimenter einen Anteil von 27,8 Prozent an der Gesamtsollstärke aus. Die provisorischen Regimenter hatten einen Anteil von 32,9 Prozent an der Gesamtinfanterie.
Die Söldnerregimenter waren ähnlich stark vertreten wie die provisorischen Regimenter. Den kleinsten Anteil an der Infanterie bildeten mit 6,7 Prozent die Kriegsgefangenen. Daraus ergibt sich, dass trotz der in der Geschichtswissenschaft ausgiebig dokumentierten Rolle des Einteilungswerks die reguläre Infanterie nur einen relativ kleinen Anteil an der kämpfenden Truppe ausmachte und der Großteil der bewaffneten Kräfte provisorischen Charakter hatten, schlecht ausgebildet waren und/oder geworbene Ausländer mit geringer Motivation waren.

### Provinzinfanterie
Die schwedische Armee unterhielt im Großen Nordischen Krieg 22 eingeteilte Infanterieregimenter. Ihre Sollstärke betrug kumuliert 25.211 Mann. Bedingt durch die Ausfälle und der logistischen Verzögerung, bis der Ersatz in den Regimentern eintraf, lag die tatsächliche Iststärke im Feld je Regiment bei etwa 80 bis 90 Prozent.
| Regiment               | Sollstärke | Basis                 | Aktiv von | Aktiv bis | Kriegseinsatzhistorie |
| ---------------------- | ---------- | --------------------- | --------- | --------- | --- |
| Upplandregiment        | 1200       | Uppland               | 1700      | 1721      | |
| Södermanlandregiment   | 1200       | Södermanland          | 1700      | 1721      | Das Regiment Södermanland war im Oktober 1699 von Schweden nach Schwedisch-Pommern überführt worden. Am 5. Januar 1700 brach es von Anklam nach Wismar auf. Kommandeur war Oberst Arvid Axel Mardefelt. Das Regiment bestand aus acht Kompanien in 1296 Mann ohne Stab. Das Regiment marschierte Anfang April nach Bremen-Verden ab. Nach dem Frieden von Traventhal ging das Regiment im September 1700 nach Schwedisch-Pommern zurück. Während des Feldzuges war das Regiment auf Kriegsstärke gesetzt und hatte vier neue (Verdoppelungs-)Kompanien erhalten, ohne dass der Bestand an Mannschaften sich verändert hätte. So bestand das Regiment jetzt aus 12 Kompanien mit 1344 Mann. Ende November 1700 marschierten sechs Kompanien des Regiments unter dem Oberstleutnant Gabriel Lilliebök nach Wismar. In Wismar wurden sie im Dezember gemustert. Infolge des vorangegangenen Feldzuges fehlten diesen 6 Kompanien 37 Mann an der Sollstärke. Noch im Dezember gingen sie nach Pommern zurück. Herzog Friedrich Wilhelm von Mecklenburg-Schwerin mietete das Oberstenbataillon des Regiments, insgesamt 667 Mann, und übernahm es am 1. September 1701 in mecklenburgische Dienste. Im Mai 1702 wurde das Bataillon nach Pommern zurückbeordert und aus den mecklenburgischen Diensten entlassen, um zum Korps Gyllenstiernas zu stoßen, das sich in Pommern sammelte und an den Operationen in Polen teilnahm. In der Schlacht bei Poltawa geriet das Regiment in russische Gefangenschaft. Es wurde bis Mitte Dezember 1709 in Schweden neu aufgestellt und nahm 1710 an der Schlacht bei Helsingborg teil. Im Dezember 1711 wurde es zur Verstärkung der Besatzung von Stralsund nach Pommern überführt und kämpfte im Korps Stenbocks in der Schlacht bei Gadebusch; es kapitulierte mit dem Rest der schwedischen Armee im April 1713 infolge der Belagerung von Tönning. |
| Östergötlandregiment   | 1200       | Östergötland          | 1700      | 1721      | Das Regiment war in Ostgotland eingeteilt und wurde zum Schutz Holstein-Gottorps und der deutschen Besitzungen Schwedens im Oktober 1699 nach Schwedisch-Pommern überführt. Hier hatte es wohl in Stralsund gestanden und war am 5. Januar 1700 nach Wismar aufgebrochen. Sein Kommandeur war Oberst Gustaf Ulfsparre Johansson. Der Etat des Regiments betrug ohne Stab acht Kompanien mit 1296 Mann. Am 24. Mai brach es mit der Armee nach Holstein auf, operierte dort bis zum Frieden von Traventhal gegen die Dänen und ging dann nach Pommern zurück. Aus Pommern brach das Regiment im Jahre 1702 mit der Heeresabteilung Gyllenstiernas nach Polen auf. Dort stieß es später zur Armee Karls XII. und nahm an den Kämpfen auf dem Polnischen Kriegsschauplatz teil. Im Russlandfeldzug wurde das Regiment in der Schlacht bei Poltawa vernichtet. In der Heimat wurde es neu aufgestellt und nahm am 10. März 1710 an der Schlacht bei Helsingborg unter Magnus Stenbock teil. Mit diesem ging es im Sommer 1712 nach Pommern, kämpfte bei Gadebusch und musste in Holstein am 16. Mai 1713 bei Oldenswert kapitulieren. |
| Jönköpingregiment      | 1100       | Jönköpings län        | 1700      | 1721      | |
| Kalmarregiment         | 1100       | Kalmar län            | 1700      | 1721      | |
| Kronobergregiment      | 1100       | Kronobergs län        | 1700      | 1721      | |
| Älvsborgregiment       | 1200       | Älvsborgs län         | 1700      | 1721      | |
| Västgöta-Dal-Regiment  | 1200       | Västergötland         | 1700      | 1721      | |
| Skaraborgregiment      | 1200       | Skaraborgs län        | 1700      | 1721      | Das Regiment war in Westgotland eingeteilt und im Oktober 1699 nach Schwedisch-Pommern überführt worden. Am 4. Januar 1700 marschierte es nach Wismar. Oberst war Niels Stromberg. Das Regiment zählte in seinen acht Kompanien ohne Stab 1296 Mann. Anfang April marschierte das Regiment zusammen mit dem Regiment Södermannland zur Verstärkung der Truppen in Bremen-Verden an die Elbe ab. Nach dem Frieden von Traventhal ging das Regiment Skaraborg nach Pommern zurück. Dort stieß es 1702 zu dem Korps Gyllenstiernas, das sich in Pommern bildete und dann an den Operationen Karls XII. in Polen teilnahm. Es nahm 1708 am Russlandfeldzug Karls XII. teil, wo es in der Schlacht bei Poltawa unterging. Bis Weihnachten 1709 wurde das Regiment in Schweden wiedererrichtet. Es blieb dort bis 1715. Kommandeur des Regiments war nach der Wiedererrichtung Oberst Christof Georg Witting. Zur Unterstützung der stark bedrängten Festung Stralsund sollte das Regiment 1715 dorthin überführt werden. Erst im Dezember konnte die Flotte mit nur 700 Mann auslaufen. Oberstleutnant Otto Wilhelm Staël von Holstein blieb mit 551 Mann des Regiments zurück. Am 27. Dezember erreichte die Flotte Rügen; da hatte Stralsund bereits kapituliert. Das Regiment wurde nach Wismar überführt, dessen Besatzung sich noch hielt. Am 19. April 1716 musste Wismar kapitulieren. Mit Ausnahme von 403 Mann, die nach Schweden zurückkehrten, wurde das Regiment kriegsgefangen. |
| Närke-Värmlandregiment | 1674       | Närke, Värmlands län  | 1700      | 1721      | |
| Västmanlandregiment    | 1200       | Västmanland           | 1700      | 1721      | |
| Dalarna Regiment       | 1200       | Dalarna               | 1700      | 1721      | |
| Hälsingeregiment       | 1200       | Helsingborg           | 1700      | 1721      | |
| Jämtlandregiment       | 1048       | Jämtland              | 1700      | 1721      | |
| Västerbottenregiment   | 1056       | Västerbotten          | 1700      | 1721      | |
| Björneborgregiment     | 1025       | Björneborg, Finnland  | 1700      | 1721      | |
| Åbo-län-Regiment       | 1025       | Åbo län\|, Finnland   | 1700      | 1721      | |
| Nylandregiment         | 1025       | Nyland, Finnland      | 1700      | 1721      | |
| Tavastehusregiment     | 1025       | Tavastehus, Finnland  | 1700      | 1721      | |
| Savolaxregiment        | 1033       | Savolax, Finnland     | 1700      | 1721      | |
| Viborgregiment         | 1000       | Viborg, Finnland      | 1700      | 1721      | |
| Österbottenregiment    | 1200       | Österbotten, Finnland | 1700      | 1721      | |

### Provisorische Provinzinfanterie
Die schwedische Armee stellte im Krieg selbst weitere 46 Regimenter basierend auf dem Einteilungswerk oder der Landesständischen Verfassung in den einzelnen Provinzen auf. Diese quasi-wehrpflichtigen Einheiten unterschieden sich erheblich von den regulären Einteilungsregimentern und wurden häufiger umgegliedert. An Sollstärken sind von 41 Regimentern verlässliche Daten vorhanden. Sie betrug zusammengerechnet 29.775 Mann, wobei einige Regimenter zwischenzeitlich wieder aufgelöst wurden oder erst im späteren Kriegsverlauf aufgestellt wurden. Daher ist anzunehmen, dass die kumulierte Mannstärke der provisorischen Regimenter während des Krieges dauerhaft unterhalb der regulären Einteilungsregimenter lag.
| Regiment                           | Sollstärke | Basis                          | Aktiv von      | Aktiv bis      |
| ---------------------------------- | ---------- | ------------------------------ | -------------- | -------------- |
| Östgöta-Sörmland 3-männing         | 800        | Sörmland                       | 1700 1712 1716 | 1704 1714 1721 |
| Småland 3-männing                  | 1100       | Småland                        | 1700 1712      | 1708 1721      |
| Västgöta 3-männing                 | 1200       |                                | 1700           | 1721           |
| Närke-Värmland 3-männing           | 1023       | Närke-Värmland                 | 1700 1712      | 1708 1719      |
| Uppland 3-männing                  | 1197       | Uppland                        | 1700 1712 1716 | 1708 1714 1719 |
| Hälsinge 3- & 5-männing            | 400        | Helsingborg                    | 1700           | 1719           |
| Västerbotten 3-männing             | 333        | Västerbotten                   | 1700           | 1721           |
| Åbo, Björneborg & Nyland 3-männing | 1025       | Alandinseln                    | 1700           | 1708           |
| Tav., Viborg & Sav. 3-männing      | 1019       | Wyborg                         | 1700           | 1704           |
| Åbo fördubbling                    | 684        | Alandinseln                    | 1700           | 1709           |
| Björneborg fördubbling             | 680        | Björneborg, Finnland           | 1700           | 1710           |
| Tavastehus fördubbling             | 661        | Tavastehus, Finnland           | 1700           | 1709           |
| Nyland fördubbling                 | 674        | Nyland, Finnland               | 1700           | 1710           |
| Viborgs fördubbling & 3-männing    | 869        | Wyborg, Finnland               | 1700           | 1710           |
| Savolax fördubling & 3-männing     | 1036       | Savolax, Finnland              | 1700           | 1710           |
| Harriener Landregiment             | 1000       | Harrien, Schwedisch-Estland    | 1701           | 1710           |
| Wierlander Landregiment            | 700        | Wierland, Schwedisch-Estland   | 1701           | 1704           |
| Jervener Landregiment              | 500        | Schwedisch-Estland             | 1701           | 1704           |
| Wieker Landregiment                | 800        | Wiek, Schwedisch-Estland       | 1701           | 1704           |
| Öseler Landbataillon               | 500        | Ösel, Schwedisch-Livland       | 1702           | 1708           |
| Dorpater Landbataillon             | 200        | Dorpat, Schwedisch-Livland     | 1701           | 1704           |
| Felliner Landbataillon             | 350        | Fellin, Schwedisch-Livland     | 1701           | 1703           |
| Nüggener Landbataillon             | 260        | Nüggen, Schwedisch-Livland     | 1701           | 1704           |
| Oberpahlener Landbataillon         | 300        | Oberpahlen, Schwedisch-Livland | 1701           | 1704           |
| Pernauer Landbataillon             | 300        | Pernau, Schwedisch-Livland     | 1701           | 1703           |
| Sagnitzer Landbataillon            | ?          | Sagnitz, Schwedisch-Livland    | 1701           | 1703           |
| Kokenhusener Landbataillon         | 300        | Kokenhusen, Schwedisch-Livland | 1701           | 1702           |
| Marienburger Landbataillon         | 100?       | Marienburg                     | 1701           | 1703           |
| Tirsener Landbataillon             | 260        | Tirsen, Schwedisch-Livland     | 1701           | 1704           |
| Treydener Landbataillon            | ?          | Treyden, Schwedisch-Livland    | 1701           | 1703           |
| Walker Landbataillon               | ?          | Walk, Schwedisch-Livland       | 1701           | 1703           |
| Wendener Landbataillon             |            | Wenden, Schwedisch-Livland     | 1701           | 1703           |
| Wolmarer Landbataillon             | ?          | Valmiera, Schwedisch-Livland   | 1701           | 1703           |
| Bergregiment                       | 500        |                                | 1701           | 1721           |
| Uppland 5-männing                  | 960        | Uppland                        | 1703           | 1720           |
| Småland 5-männing                  | 900        | Småland                        | 1703           | 1719           |
| Västgöta 4- & 5-männing            | 1209       | Västergötland                  | 1703           | 1721           |
| H. G. Buddenbrocks Regiment        | 1090       |                                | 1708           | 1709           |
| Per Banérs Regiment                | 1121       |                                | 1708           | 1709           |
| Anklamer Landregiment              | ?          | Anklam, Schwedisch-Pommern     | 1710           | 1715           |
| Bremener Landregiment              | 959        | Bremen, Bremen-Verden          | 1710           | 1712           |
| Rügener Landregiment               | 500        | Rügen, Schwedisch-Pommern      | 1710           | 1715           |
| Stettiner Landregiment             | 1200       | Stettin, Schwedisch-Pommern    | 1710           | 1715           |
| Östra Skånska regementet till fot  | 600        | Ostschonen                     | 1711           | 1721           |
| Västra Skånska regementet till fot | 665        | Westschonen                    | 1712           | 1721           |
| Halland regementet till fot        | 700        | Halland                        | 1711           | 1721           |
| Wrangels kombiniertes Regiment     | 1100       |                                | 1713           | 1715           |

### Geworbene Infanterie
Insgesamt verfügte die schwedische Armee über 31 geworbene Infanterieregimenter mit einer kumulierten Sollstärke von 29.458 Mann, die allerdings nie zu einem Zeitpunkt als Ganzes vorhanden war, da einige Regimenter erst im späteren Kriegsverlauf aufgestellt wurden.
| Regiment                             | Sollstärke | Basis                         | Aktiv von | Aktiv bis |
| ------------------------------------ | ---------- | ----------------------------- | --------- | --------- |
| Livgardet (Garde)                    | 1800       |                               | 1700      | 1721      |
| Svenska livregementet                | 1111       |                               | 1700      | 1718      |
| Tyska livregementet                  | 1200       |                               | 1700      | 1716      |
| Malmö Garnisonsregiment              | 1000       | Malmö, Schweden               | 1700      | 1715      |
| Riksänkedrottningens livregiment     | 1200       |                               | 1700      | 1715      |
| Pommeraner                           | 1200       | Schwedisch-Pommern            | 1700      | 1715      |
| Stralsunder Garnisonsregiment        | 1200       | Stralsund, Schwedisch-Pommern | 1700      | 1715      |
| Wismarer Gouverneursregiment         | 1200       | Wismar                        | 1700      | 1716      |
| Wismarer Garnisonsregiment           | 1200       | Wismar                        | 1700      | 1715      |
| Bremer Infanterie                    | 800        | Bremen-Verden                 | 1700      | 1715      |
| Stader Garnisonsregiment             | 1200       | Stade, Bremen-Verden          | 1700      | 1716      |
| Rigaer Gouverneursregiment           | 1000       | Riga, Schwedisch-Livland      | 1700      | 1710      |
| Rigaer Garnisonsregiment             | 1000       | Riga, Schwedisch-Livland      | 1700      | 1710      |
| K. G. Skyttes Regiment               | 1400       |                               | 1700      | 1710      |
| Narvaer Garnisonsregiment            | 1400       | Narva, Schwedisch-Estland     | 1700      | 1710      |
| Ingermanland                         | 1000       | Schwedisch-Ingermanland       | 1700      | 1710      |
| Axel Julius De la Gardies Regiment   | 1000       |                               | 1700      | 1708      |
| Carl Adam von Stackelbergs Bataillon | 400        |                               | 1700      | 1710      |
| H. H. von Liewens Bataillon          | 450        |                               | 1700      | 1710      |
| A. Zöges Bataillon                   | 400        |                               | 1700      | 1704      |
| M. W. Nieroths Regiment              | 800        |                               | 1701      | 1710      |
| B. J. Mellins Regiment               | 1000       |                               | 1702      | 1710      |
| C. F. von Mengdens Regiment          | 1000       |                               | 1703      | 1710      |
| J. H. von Schwengelns Regiment       | 1000       |                               | 1703      | 1710      |
| J. V. von Becherns Regiment          | 1000       |                               | 1704      | 1710      |
| Revaler Stab-Hauptbataillon          | 454        | Reval, Schwedisch-Estland     | 1704      | 1710      |
| Elbing Garnisonsregiment             | 1200       | Elbing, Königliches Preußen   | 1703      | 1715      |
| Rheinlandbataillon                   | 534        |                               | 1711      | 1715      |
| Holsteinska livregementet            | 197        |                               | 1714      | 1715      |
| Holstein (Delwigs)                   | 600        |                               | 1714      | 1715      |
| Finnisches Eingezogenenbataillon     |            |                               | 1711      | 1719      |
| Grenadierbataillon                   | 512        |                               | 1716      | 1718      |

### Geworbene Kriegsgefangene
Neun Regimenter aus Kriegsgefangenen ergänzten die Reihen der schwedischen Infanteristen im Krieg. Sie verfügten über eine Sollstärke von 6096 Mann, die aber höchstwahrscheinlich nur im Zeitraum von 1706 bis 1707 zeitgleich aktiv waren.
| Regiment                     | Sollstärke | Basis | Aktiv von | Aktiv bis |
| ---------------------------- | ---------- | ----- | --------- | --------- |
| Bayern                       | 1200       |       | 1706      | 1706      |
| Franzosen                    | 600        |       | 1706      | 1706      |
| Schweizer                    | 60         |       | 1706      | 1706      |
| C. Breitholtz’               | 1200       |       | 1706      | 1709      |
| Sachsen                      | 1152       |       | 1707      | 1721      |
| E. von Straelborns Bataillon | 510        |       | 1707      | 1710      |
| A. Boijes Bataillon          | 521        |       | 1707      | 1708      |
| H. M. Seulenburgs Bataillon  | 518        |       | 1707      | 1708      |
| P. Stöhrs Bataillon          | 335        |       | 1710      | 1711      |

## Kavallerie
Insgesamt 67 Kavallerieregimenter mit einer kumulierten Sollstärke von 37.315 Mann stellte Schweden im Großen Nordischen Krieg auf. Die Linienkavallerie macht einen Anteil von 30 Prozent an der Gesamtstärke aus.

### Provinzkavallerie und Dragoner
Die 13 Linienregimenter der Kavallerie verfügten über eine Sollstärke von 11.222 Mann.
| Regiment                          | Sollstärke | Basis                 | Aktiv von | Aktiv bis |
| --------------------------------- | ---------- | --------------------- | --------- | --------- |
| Livregementet till häst           | 1505       | Uppland               | 1700      | 1721      |
| Östgöta                           | 1000       | Götaland              | 1700      | 1721      |
| Smålands kavalleriregemente       | 1000       | Småland               | 1700      | 1721      |
| Södra Skånska kavalleriregementet | 1000       | Schonen               | 1700      | 1721      |
| Norra Skånska kavalleriregementet | 1000       | Schonen               | 1700      | 1721      |
| Riksänkedrottningens livregiment  | 800        |                       | 1700      | 1720      |
| Bohuslän Dragoons                 | 504        | Bohuslän              | 1700      | 1721      |
| Västgöta                          | 1000       | Götaland              | 1700      | 1721      |
| Jämtland Kavalleriekompanie       | 100        | Jämtland              | 1700      | 1721      |
| Åbo & Björneborg                  | 1000       | Alandinseln, Finnland | 1700      | 1721      |
| Nyland                            | 1000       | Nyland, Finnland      | 1700      | 1721      |
| Wyborger                          | 1000       | Wyborg, Finnland      | 1700      | 1721      |
| Karolinische Dragoner             | 313        |                       | 1700      | 1721      |

### Adelsbanner
Das „Adelsbanner“, also das berittene Adelsaufgebot, bestand aus fünf Regimentern mit insgesamt 1804 Mann. Ihr Anteil an der Kavallerie betrug lediglich 4,8 Prozent.
| Regiment                                      | Sollstärke | Basis                                       | Aktiv von | Aktiv bis |
| --------------------------------------------- | ---------- | ------------------------------------------- | --------- | --------- |
| Schwedisches Adelsbanner                      | 600        | Schweden                                    | 1700      | 1721      |
| Bremen-Verdener Adelsbanner                   | 144        | Bremen-Verden                               | 1700      | 1712      |
| Pommeraner Adelsbanner                        | 160        | Schwedisch-Pommern                          | 1700      | 1715      |
| Livländisches Adelsbanner                     | 300        | Schwedisch-Livland                          | 1700      | 1710      |
| Estnisches und Ingermanländisches Adelsbanner | 600        | Schwedisch-Estland, Schwedisch-Ingermanland | 1700      | 1710      |

### Provisorische Provinzdragoner
| Regiment                      | Sollstärke | Basis                    | Aktiv von | Aktiv bis |
| ----------------------------- | ---------- | ------------------------ | --------- | --------- |
| Uppland Priesterdragoner      | 600        | Uppland                  | 1700 1712 | 1709 1721 |
| Skånska Priesterdragoner      | 600        | Schonen                  | 1700 1712 | 1709 1721 |
| Västgöta Priesterdragoner     | 664        | Götaland                 | 1700      | 1717      |
| Finnische Priesterdragoner    | 164        | Finnland                 | 1700      | 1708      |
| Gotländische Priesterdragoner | 50         | Gotland                  | 1700      | 1721      |
| Estnische Landdragoner        | 200        | Schwedisch-Estland       | 1700      | 1701      |
| Öseler Landdragoner           | 200        | Ösel, Schwedisch-Livland | 1700      | 1708      |
| Livländische Landdragoner     | 123        | Schwedisch-Livland       | 1700      | 1710      |
| Laurentzens Freie Dragoner    | ?          |                          | 1701      | 1721      |

### Provisorische Provinzkavallerie
| Regiment                 | Sollstärke | Basis                                 | Aktiv von | Aktiv bis |
| ------------------------ | ---------- | ------------------------------------- | --------- | --------- |
| Uppland 3-männing        | 834        | Uppland                               | 1700 1712 | 1709 1719 |
| Skånska 3-männing        | 1000       | Schonen                               | 1700      | 1710      |
| Västgöta 3-männing       | 600        | Götaland                              | 1700      | 1721      |
| Åbo, Nyl, Viborg 3-männ. | 1000       | Alandinseln, Wyborg, Nyland, Finnland | 1700      | 1721      |
| Åbo fördubbling          | 667        | Alandinseln, Finnland                 | 1700      | 1701      |
| Nyland fördubbling       | 667        | Nyland, Finnland                      | 1700      | 1709      |
| Viborg fördubbling       | 667        | Wyborg, Finnland                      | 1700      | 1709      |
| Uppland 5-männing        | 501        | Uppland                               | 1701      | 1721      |

### Geworbene Kavallerie
| Regiment          | Sollstärke | Basis              | Aktiv von | Aktiv bis |
| ----------------- | ---------- | ------------------ | --------- | --------- |
| Trabantencorps    | 200        |                    | 1700      | 1721      |
| Vallacks Reiter   | ?          |                    | 1702      | 1721      |
| Bremer Reiter     | 800        | Herzogtum Bremen   | 1700      | 1715      |
| Pommeraner Reiter | 800        | Schwedisch-Pommern | 1700      | 1715      |
| Holsteiner Reiter | 395        | Holstein-Gottorp   | 1713      | 1715      |
| Estnische Reiter  | 800        | Schwedisch-Estland | 1700      | 1710      |

### Geworbene Dragoner
| Regiment                                 | Sollstärke | Basis                   | Aktiv von | Aktiv bis |
| ---------------------------------------- | ---------- | ----------------------- | --------- | --------- |
| Ingermanlanddragoner                     | 600        | Schwedisch-Ingermanland | 1700      | 1719      |
| Wolmar Anton von Schlippenbachs Dragoner | 600        | Schwedisch-Livland      | 1700      | 1709      |
| G. C. Schreiterfeldts Dragoner           | 600        | Schwedisch-Livland      | 1700      | 1709      |
| G. R. Skoghs Dragoner                    | 200        | Schwedisch-Livland      | 1701      | 1709      |
| Liv-dragoon Regiment                     | 600        | Schwedisch-Livland      | 1700 1712 | 1709 1721 |
| Bremer Dragoner                          | 800        | Herzogtum Bremen        | 1700      | 1715      |
| Verdener Dragoner                        | 1000       | Herzogtum Verden        | 1702      | 1715      |
| Pommeraner Dragoner                      | 1000       | Schwedisch-Pommern      | 1703      | 1715      |
| J. A. Meijerfelts Dragoner               | 600        |                         | 1703      | 1709      |
| N. Hielms Dragoner                       | 600        |                         | 1704      | 1709      |
| Karl Gustav Dükers Dragoner              | 600        |                         | 1704      | 1709      |
| Gustaf Adam Taubes Dragoner              | 600        |                         | 1704      | 1709      |
| Berittene Grenadiere                     | 200        |                         | 1706      | 1706      |
| H. O. d’Albedyhls Dragoner               | 750        |                         | 1706      | 1709      |
| Nils Gyllenstiernas Dragoner             | 750        |                         | 1706      | 1709      |
| Französische Dragoner                    | 600        |                         | 1707      | 1715      |
| P. B. von Schwerins Dragoner             | 200        |                         | 1710      | 1712      |
| Smiegelskis Dragoner                     | 100        |                         | 1711      | 1713      |
| Ulrich Carl von Bassewitz’ Dragoner      | 600        |                         | 1711      | 1715      |
| O. Vietinghoffs Dragoner                 | 300        |                         | 1714      | 1715      |
| Bender                                   | ?          | Bender, Moldawien       | 1712      | 1715      |
| Niester                                  | ?          |                         | 1712      | 1715      |
| Tyska (Deutsche) Dragoner                | 460        |                         | 1716      | 1721      |
| Holsteiner Dragonergarde                 | 997        | Holstein                | 1714      | 1715      |
| Lewenhaupts Freie Kompanie               | ?          |                         |           |           |
| Enspännar Kompanie                       | ?          |                         |           |           |